# Teodoro Lechi

Stemma Lechi

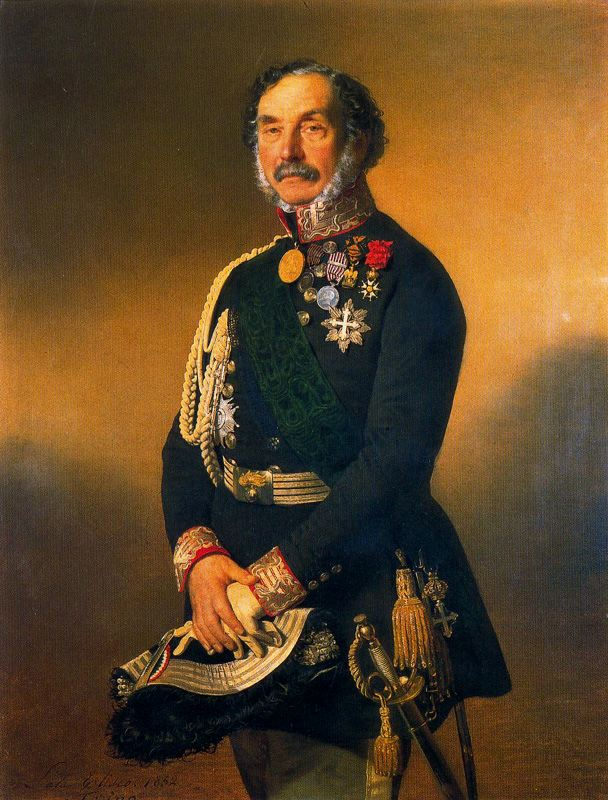
Teodoro Lechi generale d'armata dell'esercito piemontese (ritratto eseguito dal Sala)

Teodoro Lechi (Brescia, 16 gennaio 1778 – Milano, 2 maggio 1866) è stato un generale italiano, giacobino e consigliere militare di Carlo Alberto.

## Biografia
Quattordicesimo figlio di Fausto Lechi e fratello minore del più celebre Giuseppe, Teodoro Lechi sposò la contessa Clara Martinengo Cesaresco, figlia di Marzia Provaglio e Luigi Martinengo Cesaresco, e si arruolò nella Legione Bresciana il 18 marzo 1797, allo scoppio della rivoluzione cittadina, per poi confluire nella 6ª Legione Cisalpina (di cui comandò il primo battaglione) quando fu proclamata la Repubblica Cisalpina. Si schierò immediatamente a fianco di Napoleone, ed entrò a far parte della Nuova Guardia Presidenziale della Repubblica Italiana che di lì a poco diventerà Guardia Reale. Nel 1803 fu promosso al grado di Colonnello.
Trascorse quasi due anni (1803-1805) a Parigi, dove ricevette un adeguato addestramento militare. Tornato in Lombardia, diventò comandante dei Granatieri della Guardia Reale del nuovo Viceré Eugenio di Beauharnais. Nello stesso anno fu nominato Scudiero del Re d'Italia e ricevette in consegna da Napoleone le aquile e gli stendardi della Guardia.
Con il principe Eugenio, Lechi combatté ad Austerlitz (1805), in Veneto, in Dalmazia, in Albania, in Ungheria venendo promosso Generale di brigata nel 1809.
Dopo la battaglia di Wagram (dicembre 1809) fu nominato Barone dell'Impero.
Il 10 febbraio 1812 partì per la Campagna di Russia: gli fu affidato il comando della Guardia Reale Italiana, partecipando a tutti gli scontri, compresi quelli della ritirata.
Nel 1813 e 1814 prese parte anche alla guerra contro l'Austria, pur consapevole del tramonto dell'epoca napoleonica, al comando della IV Divisione dell'Armata d'Italia.
Il 27 aprile 1814, dopo la firma dell'armistizio da parte di Eugenio di Beauharnais, fu protagonista di un rito alquanto singolare: per fedeltà alla propria Guardia, bruciò gli stendardi e le aquile (tranne una, che conserverà gelosamente per oltre trent'anni), e ne mangiò le ceneri insieme ai propri ufficiali.
In occasione delle Cinque giornate di Milano, ormai settantenne, Teodoro Lechi tornò in azione: il 28 marzo 1848 assunse il comando della Guardia Civica e successivamente quello dei Corpi Volontari Lombardi. Uomo d'esperienza, consigliò al Ministro della Guerra, il piemontese Antonio Franzini di utilizzare le linee ferroviarie per trasportare le truppe ed assaltare Verona: suggerimento che non fu accolto e che probabilmente avrebbe cambiato le sorti della prima guerra di indipendenza.
Al termine della guerra si ritirò in Piemonte, dove fu nominato Generale d'Armata da Carlo Alberto: per riconoscenza, il veterano ex giacobino consegnò al Re di Sardegna l'unica aquila sottratta al rituale del 1814.
Massone, fu tra i dignitari della loggia di Brescia Amalia Augusta.
Nel 1859 fece ritorno a Milano, dove morì nel 1866 all'età di ottantotto anni.
A lui è dedicato il monumento di [Antonio Tantardini] nell'emiciclo orientale del [Cimitero Vantiniano] a Brescia.